# 40정의 총
《40정의 총》(Forty Guns)은 미국에서 제작된 사무엘 풀러 감독의 1957년  영화이다. 바바라 스탠윅 등이 주연으로 출연하였고 사무엘 풀러 등이 제작에 참여하였다.

## 출연

### 주연
- 바바라 스탠윅
- 베리 설리반

### 조연
- 딘 자거
- 존 에릭슨
- 진 베리
- 폴 듀보브
- 지바 로던
- 행크 워든
- 네일 모로
- 척 로버슨
- 척 헤이워드
- 이브 브렌트
- 로버트 딕스
- 산드라 워스
- 에디 팍스

## 기타
- 세트: 월터 M. 스콧
- 세트: 체스터 L. 바이히
- 의상: 찰스 르 마리
- 의상: 레아 로즈